# Wakaya
Wakaya är en privatägd ö i ögruppen Lomaiviti i Fiji. Den täcker en yta om 8 kvadratkilometer, och ligger 18 kilometer från Ovalau, Lomaivitigruppens huvudö.
Wakaya köptes år 1973 av guldgrävarentreprenören David Harrison Gilmour. Gilmour har utvecklat ön, och har bland annat byggt 22 kilometer väg, en färskvattenreservoar, en marina, en by, en kyrka och en skola. Han har även utvecklat Wakayaklubben, ett exklusivt turistmål.